# Ghiacciaio Cleveland
Il ghiacciaio Cleveland è un ghiacciaio lungo circa 18 km situato nella regione centro-occidentale della Dipendenza di Ross, in Antartide. Il ghiacciaio, il cui punto più alto si trova a circa 1100 m s.l.m., si trova in particolare nella zona sud-orientale della dorsale Convoy, dove fluisce verso est partendo dal versante orientale del monte Morrison, a est del ghiacciaio Scrivener, e scorrendo lungo il versante settentrionale del monte Allan Thomson per poi virare verso sud-est e unire il proprio flusso a quello del ghiacciaio Mackay.

## Storia
Il ghiacciaio Cleveland è stato mappato dai membri della spedizione Terra Nova, condotta dal 1910 al 1913 e comandata dal capitano Robert Falcon Scott, ed è stato così battezzato da Frank Debenham, uno dei leader della spedizione, in omaggio a sua madre, il cui cognome da nubile era per l'appunto Cleveland.